# Терещенко Олександр Миколайович
Терещенко Олександр Миколайович (рос. Тере́щенко Алекса́ндр Нико́лович Тере́щенко, нар.7 вересня 1856 р., Глухів — пом.23 жовтня 1911 р., Санкт-Петербург) — київський благодійник і громадський діяч. Член Київського товариства старожитностей і мистецтв, Київського товариства охорони пам'ятників старовини та мистецтва.

## Життєпис
Православного віросповідання. Походив із дворян Київської губернії, народився в м. Глухові. Молодший син великого цукрозаводчика Миколи Артемовича Терещенка та його дружини Пелагеї Георгіївни Хлопової (*1862—†1932). Як і старший брат Іван, навчався у приватній гімназії Креймана в Москві, після закінчення якої вступив на навчання до Московського університету. Потім перейшов на юридичний факультет університету св. Володимира в Києві, який закінчив 19 січня 1879 р. зі ступенем кандидата. 24 квітня того ж року вступив до лейб-гвардії Гродненського гусарського полку вільноопреділяючимся 1-го розряду. 26 липня отримав звання унтер-офіцера, а 13 грудня, склавши офіцерський іспит при 2-му військовому Костянтинівському училищі, отримав звання корнета. 25 квітня 1880 р. був звільнений у відпустку, а 6 грудня 1882 р. — зарахований в запас гвардійської кавалерії.
У Києві присвятив себе благодійній та громадській діяльності. У 1881 р. став одним із засновників Товариства допомоги студентам університету св. Володимира, був обраний його секретарем. 17 березня 1883 р. був затверджений почесним опікуном Київської 3-ї гімназії і займав цю посаду до 23 вересня 1895 р., був призначений почесним опікуном у 1895—1911 роках і церковним старостою Київської 1-ї гімназії. Заснував при гімназії три нових стипендії:
- імені О. С. Пушкіна в 5000 рублів (1899),
- імені М. В. Гоголя в 5000 рублів (1902),
- імені таємного радника Н. А. Терещенка в 15000 рублів (1904).

Більше того, щорічно вносив на потреби гімназії по 1000 рублів, а також сплачував за навчання кількох найбідніших учнів гімназії. У 1905 р. на його кошти була влаштована колонія-дача в селі Плюти, на березі Дніпра, для літнього відпочинку слабших учнів київських гімназій, в тому числі й Першої київської. Колонія перебувала на утриманні та під наглядом начальства Київського навчального округу.
11 травня 1887 р. призначений почесним мировим суддею Київського судово-мирового округу, 22 березня 1896 р. — став членом Київського лісоохоронного комітету від лісовласників, 28 липня 1899 р. затверджений на директора Київського губернського опікунського за в'язницями комітету, а 4 листопада 1902 р. призначений на почесного члена губернського опікунства дитячими притулками. Крім того, був опікуном безкоштовного нічліжного притулку Терещенка Н. А. та лікарні Київського благодійного товариства, головою комітету безкоштовної лікарні для чорноробів, а в місті Глухові: опікуном 3-класного міського училища Терещенка Ф. А., лікарні св. Єфросинії і дитячого притулку Терещенків, а також почесним опікуном Глухівської чоловічої гімназії.

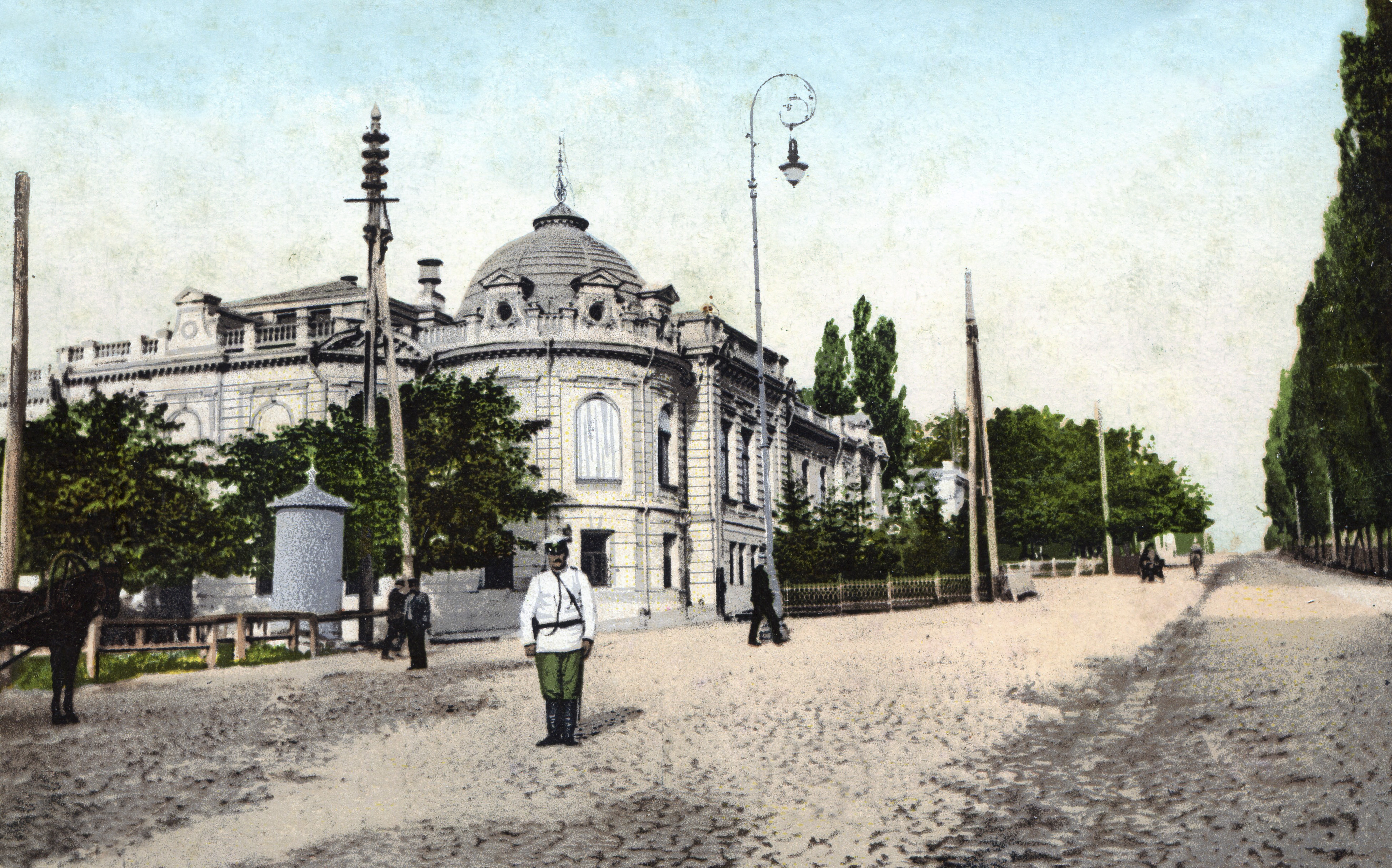
Маєток Олександра Терещенка на Караваївській вулиці в Києві

До свого весілля мешкав у батьківському домі, а навесні 1893 р. придбав садибу на розі вулиць Ковальської та Караваївської, № 2/7, і за проектом архітектора Бойцова П. С. вибудував там розкішний особняк на 33 кімнати. Пізніше придбав у спадкоємців професора М. К. Ренненкампфа сусідню садибу № 4 і у вдови професора А. П. Алексєєвої — садибу № 6. У 1907 р. купив у В. І. Толлі садибу з двоповерховим цегляним будинком на вул. Караваївській № 9, де розташовувалася також контора маєтків й заводів. Цікавився мистецтвом і старовиною, збирав живопис.
Член комітетів з устрою Київського політехнічного інституту, із спорудження пам'ятника Т. Шевченку в Києві та ін..
З 1883 р. беззмінно був членом дирекції, а потім — товаришем голови Київського відділення Російського музичного товариства. Був почесним членом Ради Київського художнього училища. Був членом Київського клубу російських націоналістів.
Під час російсько-японської війни (1904—1905 рр.) перерахував 100 тисяч рублів Товариству російського Червоного Хреста, за власний рахунок влаштував три бараки для поранених на залізничній станції «Київ» й притулок для поранених офіцерів при лікарні в Житомирі, витрати на які склали понад 200 тисяч рублів. 1 січня 1906 р. був нагороджений чином дійсного статського радника.
У 1911 р. брав діяльну участь в приготуваннях до сторічного ювілею Київської 1-ї гімназії, зокрема повністю сплатив всі витрати на видання тритомного, з багатьма фототипіями, історичного огляду «Сторіччя Київської Першої гімназії» (рос. Столетие Киевской Первой гимназии). Коли стало відомо, що гімназія удостоїться відвідування імператором Миколою II, то Олександр Миколайович доклав чимало праці та коштів, щоби 4 вересня 1911 р. будинковий гімназійний храм і актовий зал постали перед монархом в належному вигляді. Пізніше в той же день близький знайомий Олександра Миколайович обер-церемоніймейстер граф Гендріков В. А. передавав, що імператор висловив своє задоволення з приводу відвідування гімназії.
Під час урочистостей Олександр Миколайович уже нездужав, відчувши себе недобре ще на початку серпня в Одесі, а 8 вересня занедужав. Потім він вирішив їхати до Санкт-Петербургу у родину й для поради від лікарів. Помер 23 жовтня 1911 р. в Петербурзі, внаслідок розриву швів і сильного крововиливу на п'ятий день після операції, викликаної важкою хворобою печінки. Прах його залишався в тодішній російській столиці, поки велося будівництво склепу, а потім був перевезений до Києва для поховання, яке сталося 30 червня 1912 р. на Аскольдовій могилі. Панахиду біля труни покійного зробив кафедральний митрофорний протоієрей Златоверховніков М. Д..
Спадкоємцям Олександра Миколайовича залишився капітал в 14 мільйонів рублів, два цукрових заводи та кілька маєтків в Черкаському, Чигиринському та Сквирському повітах Київської губернії, а також в Житомирському повіті Волинської губернії. Почесним опікуном Київської 1-ї гімназії був обраний його племінник Михайло Іванович Терещенко, а благодійну діяльність продовжила його дружина Єлизавета Володимирівна. Серед іншого, вона передала в розпорядження Київської міської думи 100 тисяч рублів в цінних паперах для надання допомоги хворим і потребуючим жителям Києва, виділила капітал більше 500 неоподатковуваних мінімумів доходів громадян на стипендії для Київського музичного училища та Олександрівської гімназії, придбала для станції Товариства швидкої допомоги автомобіль, що коштував у ті часи 10 тисяч рублів. Під час Першої світової війни вдова Єлизавета Володимирівна утримувала лазарет на 135 ліжок при лікарні для чорноробів, а Ольга Николівна — Ольгинській лазарет на 20 ліжок в будинку покійного брата на вулиці Ковальській № 6 (рос. Кузнечная улица — нині вулиця Антоновича в Києві).

## Нагороди

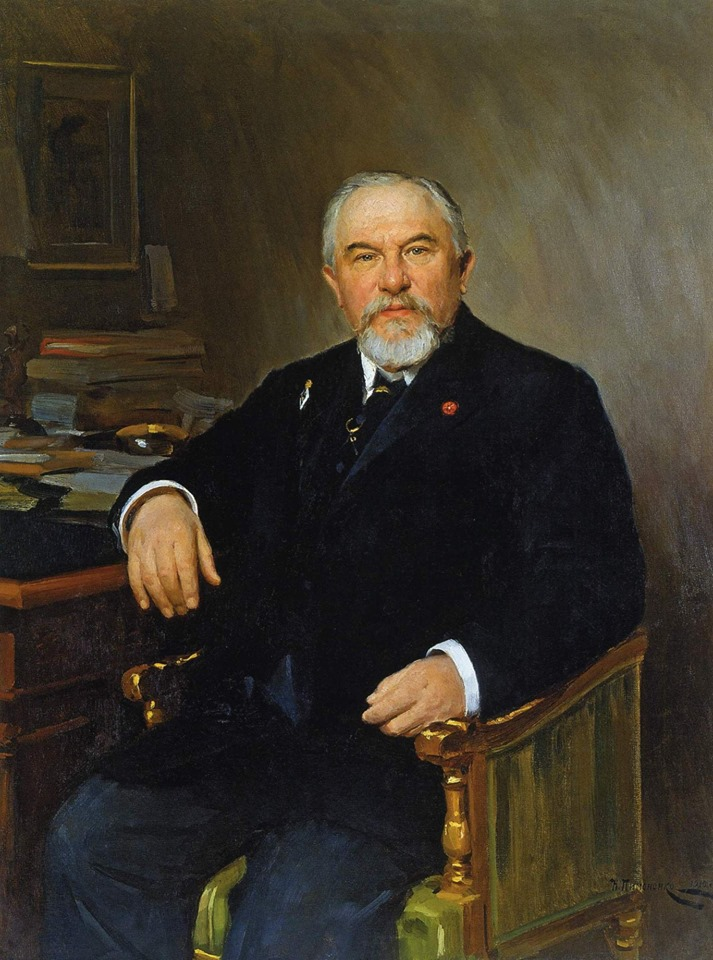
Портрет Олександра Терещенка роботи Миколи Пимоненка, 1910. Національний художній музей України, Київ

- 1899 р. — Орден Святої Анни 2 ступеня;
- 1903 р. — Орден Святого Володимира 4 ступеня;
- Орден Святого Володимира 3 ступеня;
- медаль «У пам'ять царювання імператора Олександра III»
- медаль Червоного Хреста «В пам'ять російсько-японської війни 1904—1905 рр.»